# خوسيه دياز كويلو
خوسيه دياز كويلو (بالبرتغالية: José Dias Coelho‏) هو رسام برتغالي، ولد في 19 يونيو 1923 في بينهل في البرتغال، وتوفي في 19 ديسمبر 1961 في لشبونة في البرتغال.

## وصلات خارجية
- خوسيه دياز كويلو على موقع ميوزك برينز (الإنجليزية)